# Carcharocles
Carcharocles is een geslacht of ondergeslacht van uitgestorven haaien uit de orde van de makreelhaaien, dat leefde van het Vroeg-Eoceen tot het Plioceen. Het wordt wisselend als apart geslacht of als ondergeslacht van Otodus beschouwd.

## Beschrijving
Dit geslacht wordt gekenmerkt door robuuste tanden met gezaagde snijvlakken. Het was met zijn geschatte lengte van dertien meter een van de grootste predatoren ooit ter wereld. De kronen van zijn vlijmscherpe tanden zijn driehoekig, met of zonder kleine spitsen aan de zijkant en forse basis zonder voedingskanaal. Er zaten ongeveer vierentwintig tanden in de bovenkaak en twintig in de onderkaak. De soort Megalodon was de meest recente en grootste van de tak, en had geen kleine spitsen aan de zijkant.

## Milieu
Carcharocles leefde in warme zeeën, en zijn tanden komen zeer veel voor in afzettingen die rijk zijn aan mariene zoogdieren, die misschien zijn prooidieren waren.

## Soorten
Er worden zes soorten tot Carcharocles gerekend. Dit zijn in geochronologische volgorde:
- Carcharocles aksuaticus (Menner, 1928) - Vroeg-Eoceen (56-47,8 Ma)
- Carcharocles sokolovi (Jaekel, 1895) - Laat-Eoceen tot Vroeg-Oligoceen (35-30 Ma)
- Carcharocles auriculatus (typesoort) (Blainville, 1818) - Laat-Eoceen tot Laat-Oligoceen (35-25 Ma)
- Carcharocles angustidens (Agassiz, 1843) - Vroeg-Oligoceen tot Vroeg-Mioceen (33-22 Ma)
- Carcharocles chubutensis (Ameghino, 1901) - Oligoceen tot Plioceen (28-5 Ma)
- Megalodon (Carcharocles megalodon) (Agassiz, 1843) - Vroeg-Mioceen tot Laat-Plioceen (23-3,6 Ma)